# Gramedo (Zamora)
Gramedo (en carballés Graméu) es una localidad española del municipio de Muelas de los Caballeros, en la provincia de Zamora, comunidad autónoma de Castilla y León.

## Localización
Se encuentra situada en el norte de la provincia de Zamora, dentro de la comarca de La Carballeda y del municipio de Muelas de los Caballeros, que pertenece al partido judicial de Puebla de Sanabria y a la zona electoral de Sanabria.

## Historia
En la Edad Media, Gramedo quedó integrado en el Reino de León, cuyos monarcas acometieron la repoblación del oeste zamorano.
Durante la Edad Moderna, estuvo integrado en el partido de Mombuey de la provincia de Zamora, tal y como reflejaba en 1773 Tomás López en Mapa de la Provincia de Zamora.
Así, al reestructurarse las provincias y crearse las actuales en 1833, Gramedo se mantuvo en la provincia zamorana, dentro de la Región Leonesa, integrándose en 1834 en el partido judicial de Puebla de Sanabria.
En torno a 1850, el antiguo municipio de Gramedo se integró en el de Muelas de los Caballeros.